# Марія Валешна
Марія Валешна (рос. Мария Валешная; нар. 23 січня 1987, Воркута, РРСФР, СРСР) — російська акторка театру, кіно та телебачення.

## Життєпис
Марія Валешна народилася 23 січня 1987 року в місті Воркута у сім'ї театральних акторів. Дитинство проминуло у Новосибірську, Костромі, Кірові. 
У 2010 році закінчила акторсько-режисерський курс Санкт-Петербурзької державної академії театрального мистецтва (майстер Григорія Козлова). 
З 2010 року є акторкою театру «Майстерня» у Санкт-Петербурзі.
Кінодебют Марії Валешної на великому екрані відбувся ще у студентські року, в 2009 році вона зіграла невелику роль у кримінальному телесеріалі «Вулиці розбитих ліхтарів».

## Особисте життя
Марія Валешна перебуває у шлюбі з акторм Кирилом Жандаровим. Весілля відбулось у 2013 році. 19 вересня 2013 року народила сина Валерія.

## Театр
Театр «Майстерня»
- Настасья Пилипівна — «Ідіот. Повернення»;
- Раїса — «Одруження Бальзамінова»;
- Тамара — «Два вечори у веселому будинку»;
- Гірчичне зерно — «Сон в літню ніч»;
- Соня Гурвич — «Зорі тут тихі»;
- Тітка Кішка — «Котячий будинок».

## Фільмографія
| Рік  |    | Українська назва            | Оригінальна назва           | Роль                                                              |
| ---- | -- | --------------------------- | --------------------------- | ----------------------------------------------------------------- |
| 2019 | с  | Кримінальний журналіст      | Криминальный журналист      | Галина, головна роль                                              |
| 2018 | с  | Тінь кохання                | Тень любви                  | Рина, головна роль                                                |
| 2019 | кф | Перестати пам'ятати         | Stop Remembering            |                                                                   |
| 2018 | с  | Матусі чемпіонів            | Мамы чемпионов              | Геля                                                              |
| 2018 | с  | Сімейна таємниця            | Семейная тайна              | Карина, коханка Романовського                                     |
| 2018 | с  | Мельник                     | Мельник                     | Стелла                                                            |
| 2018 | с  | Дівчата не здаються         | Девочки не сдаются          | Лєра, головна роль                                                |
| 2017 | с  | Обираючи долю               | Выбирая судьбу              | Наталя Лебединська, головна роль                                  |
| 2016 | с  | Мєнтовська сага             | Ментовская сага             | Галя                                                              |
| 2016 | ф  | Про що мовчать французи     | О чем молчат французы       | головна роль                                                      |
| 2016 | с  | Коли я кину пити            | Когда я брошу пить          | Ельвіра Іволґіна, старша лейтенантка поліції                      |
| 2016 | с  | Слідчий Тихонов             | Следователь Тихонов         | модель                                                            |
| 2015 | с  | Вирок ідеальної пари        | Приговор идеальной пары     | Жанна Ісакова, головна роль                                       |
| 2015 | с  | Така работа                 | Такая работа                | Тетяна Авдєєва                                                    |
| 2014 | с  | Шаманка                     | Шаманка                     | Марія                                                             |
| 1013 | с  | Дружина офіцера             | Жена офицера                | Ірина Карабанова                                                  |
| 2013 | с  | ППС-2                       | ППС-2                       | Поліна, експертка                                                 |
| 2013 | с  | Державний захист-3          | Государственная защита-3    | Тая Златоградова                                                  |
| 2012 | с  | Зовнішнє спостереження      | Наружное наблюдение         | Рита                                                              |
| 2012 | с  | Я скасовую смерть           | Я отменяю смерть            | Іра                                                               |
| 2012 | с  | Шлях у порожнечу            | Дорога в пустоту            | Людмила-Камілла                                                   |
| 2012 | с  | Виключення з правил         | Исключение из правил        | Рената, дружина Максима                                           |
| 2012 | с  | Катерина. Інше життя        | Катерина. Другая жизнь      | Ірина, дружина Щетиніна                                           |
| 2011 | с  | Моє останнє перше кохання   | Моя последняя первая любовь | Марія Ольховська, головна роль                                    |
| 2011 | с  | Вулиці розбитих ліхтарів-11 | Улицы разбитых фонарей-11   | Ольга Матвіївна Ушакова, старша лейтенантка міліції, головна роль |
| 2011 | с  | Моє нове життя              | Моя новая жизнь             | Ілона, фотомодель                                                 |
| 2011 | с  | Державний захист-2          | Государственная защита-2    | Тая Златоградова                                                  |
| 2010 | с  | Таємниці слідства-9         | Тайны следствия-9           | Алла Звягінцева                                                   |
| 2010 | с  | Державний захист            | Государственная защита      | Тая Златоградова                                                  |
| 2009 | с  | Опергрупа                   | Опергруппа                  | епізодична роль                                                   |
| 2009 | с  | Іван Грозний                | Иван Грозный                | епізодична роль                                                   |
| 2009 | с  | Б.О.М.Ж.                    | Б.О.М.Ж.                    | Ольга                                                             |
| 2009 | с  | Вулиці розбитих ліхтарів-10 | Улицы разбитых фонарей-10   | епізодична роль                                                   |